# Inopinaves
Inopinaves — клада птахів надряду Neoaves, що містить дві групи: Opisthocomiformes та Telluraves. Клада була виділена у 2015 році на основі геномних систематичних дослідженнях. Згідно з ними, гоацин розійшлися від інших птахів 64 мільйонів років тому.